# Chaunté Lowe
Chaunté Lowe (Chaunté LaTasha Lowe, geb. Howard; * 12. Januar 1984 in Templeton, Kalifornien) ist eine US-amerikanische Hochspringerin. Ihre international beste Leistung brachte sie bei den Olympischen Spielen 2008 in Peking. Dort errang sie eine Bronzemedaille.
2004 schied sie bei den Olympischen Spielen in Athen in der Qualifikation aus.
Im Jahr darauf verbesserte sie bei den Weltmeisterschaften 2005 in Helsinki ihren persönlichen Rekord auf 2,00 m und gewann die Silbermedaille hinter Kajsa Bergqvist. 2006 wurde sie sowohl in der Halle als auch im Freien US-Meisterin und kam bei den Hallenweltmeisterschaften in Moskau auf den achten Platz.
Nach einer Babypause kehrte sie 2008 ins Wettkampfgeschehen zurück und qualifizierte sich durch einen Sieg bei den US-Ausscheidungskämpfen für die Olympischen Spiele in Peking, bei denen sie zunächst Sechste wurde. Wegen Dopingvergehen der Russinnen Anna Wladimirowna Tschitscherowa und Jelena Slessarenko sowie durch die Ukrainerin Wita Palamar erhielt sie nachträglich die Bronzemedaille.
2009 wurde sie erneut US-Meisterin und Sechste bei den Weltmeisterschaften in Berlin.
2010 gewann sie Bronze bei den Hallenweltmeisterschaften in Doha und stellte beim 21. Internationalen Lausitzer Leichtathletik-Meeting mit 2,04 m einen Veranstaltungsrekord auf. Bei den US-Meisterschaften holte sie nicht nur erneut den Titel im Hochsprung, sondern wurde auch Zweite im Weitsprung.
2012 steigerte Lowe in der Halle ihre persönliche Bestleistung auf 2,02 m und siegte bei den Hallenweltmeisterschaften in Istanbul. Bei den Olympischen Spielen in London wurde sie Sechste.
Während der Olympischen Spiele 2016 in Rio de Janeiro kam Lowe im Hochsprung mit 1,97 m auf den vierten Platz.
Chaunté Lowe ist 1,75 m groß und wiegt 59 kg. Sie wird von Nat Page trainiert. Am 21. August 2005 heiratete sie den Dreispringer Mario Lowe. Im folgenden Jahr schloss sie ihr Wirtschaftsstudium am Georgia Institute of Technology ab. Am 30. Juli 2007 brachte sie eine Tochter zur Welt.

## Persönliche Bestleistungen
- Hochsprung: 2,05 m, 26. Juni 2010, Des Moines
  - Halle: 2,02 m, 26. Februar 2012, Albuquerque
- Weitsprung: 6,90 m, 26. Juni 2010, Des Moines
  - Halle: 6,39 m, 26. Februar 2012, Albuquerque